# Flaga Ceuty
Flaga Ceuty – jeden z symboli Ceuty, hiszpańskiej eksklawy posiadającej status miasta autonomicznego. Składa się z biało-czarnego promienia i herbu Ceuty w polu centralnym. Istnieje również cywilna wersja flagi, składająca się tylko z promienia.
Flaga została oficjalnie wprowadzona 14 marca 1995 roku, wraz ze Statutem Autonomii Ceuty. Jej dokładny opis podaje Artykuł 3.

## Symbolika
Biało-czarny promień jest symbolem zakonu dominikanów. W średniowieczu był jednym z symboli Portugalii, do dzisiaj znajduje się na fladze Lizbony. Upamiętnia on zdobycie Ceuty przez Portugalczyków podczas bitwy o Ceutę w 1415 roku.
Herb Ceuty znajdujący się w polu centralnym przypomina średniowieczny herb Portugalii: pięć błękitnych tarcz i 25 kół na polu srebrnym, na czerwonym skraju siedem złotych zamków. Różni się układem zamków i koroną markiza zamiast królewskiej, co symbolizuje zależność Ceuty od Portugalii. Herb ten symbolizuje pierwszą zamorską posiadłość imperium portugalskiego.